# Lucius Paccius Nonianus
Lucius Paccius Nonianus (vollständige Namensform Lucius Paccius Luci filius Palatina Nonianus) war ein im 1. und 2. Jahrhundert n. Chr. lebender Angehöriger der römischen Armee.
Durch eine Weihinschrift, die in Bourg-Saint-Pierre gefunden wurde, ist belegt, dass Nonianus als Centurio in der Legio VI Victrix pia fidelis diente, die ihr Hauptlager zwischen 70 und 121 in Novaesium in der Provinz Germania inferior hatte. Er weihte die Inschrift dem Jupiter Poeninus. Aus der Inschrift geht darüber hinaus hervor, dass Nonianus in der Tribus Palatina eingeschrieben war und aus Fundi stammte.
Durch eine weitere Inschrift, die in Colonia Claudia Ara Agrippinensium gefunden wurde, ist belegt, dass ein Lucius Paccius Nonianus als Centurio in der Legio I Minervia diente, die ihr Hauptlager in Bonna in der Provinz Germania inferior hatte. Er weihte die Inschrift dem Iupiter Optimus Maximus und dem Genius des Kaisers.
Durch eine dritte Inschrift in griechischer Sprache ist belegt, dass ein Paccius Nonianus als Centurio in der Legio XVI Flavia Firma diente, die im Osten des römischen Reiches stationiert war. Die Inschrift befindet sich auf dem Sockel einer Bronzestatuette, die einen Stier darstellt; die Statuette wurde von Gaius Domitius Valens, einem Veteranen der Legion, der in der Zenturie des Paccius Nonianus gedient hatte, gestiftet.
Werner Eck hält es für möglich, dass es sich bei dem Centurio Paccius Nonianus aus den drei Inschriften um ein und dieselbe Person handelt. Ihm zufolge spricht für diese Identifizierung, dass sich der Name Paccius Nonianus nur in den drei Inschriften findet und dass es sich jedes Mal um einen Centurio handelt. Trifft diese Gleichsetzung zu, verlief seine Laufbahn vermutlich wie folgt ab: er diente in Germania inferior zunächst in der Legio I Minervia, bevor er in derselben Provinz zur Legio VI Victrix versetzt wurde. Danach wurde er entweder direkt oder nach Zwischenstationen in weiteren Legionen zur Legio XVI Flavia Firma abkommandiert.